# Bezgarji
Bezgarji so naselje v Občini Osilnica.